# Embu (Quênia)
Embu é uma cidade do Quênia situada na antiga província Oriental, no condado de Embu, onde é sede. De acordo com o censo de 2019, havia 64 979 habitantes.